# アドリアン・キヴンビ・ドゥング
アドリアン・キヴンビ・ドゥング（Adrian Kivumbi Ddungu、1923年7月15日 - 2009年12月30日）は、ウガンダのカトリックマサカ司教区の司教。ウガンダのイガンガ県Ssango出身。
1952年12月20日より聖職に就き、1962年3月18日より当時のローマ教皇ヨハネ23世によりマサカ司教区の司教に命じられた。1998年1月10日まで務めたのち、後任をジョン・カッグワに譲っている。